# نیدرتسیسن
نیدرتسیسن (به آلمانی: Niederzissen) یک شهر در آلمان است که در اهرویلر واقع شده‌است. نیدرتسیسن ۲٬۷۰۳ نفر جمعیت دارد.